# Stollár Béla

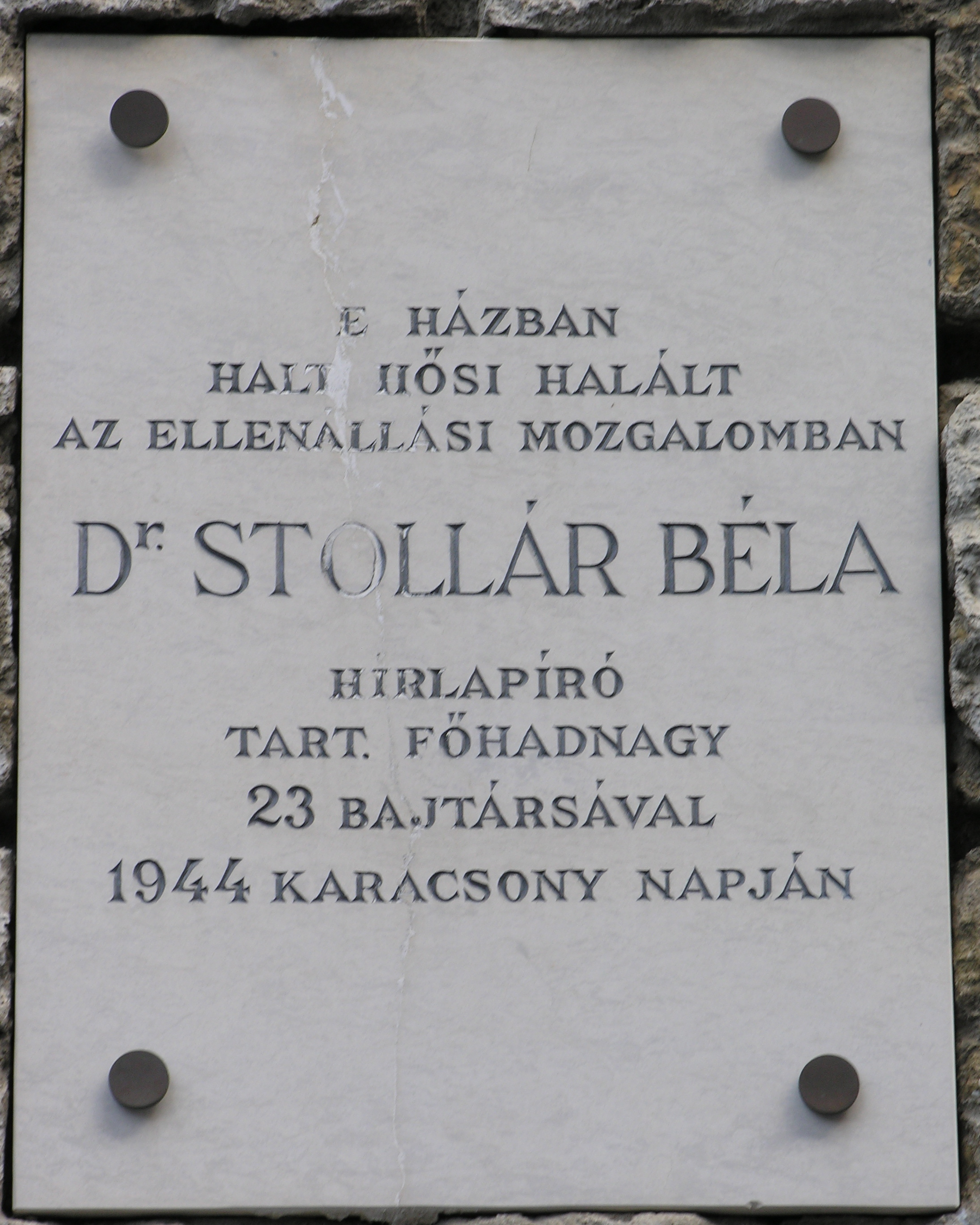
Emléktáblája a Stollár Béla u. 22.-es szám alatt

Stollár Béla (Zalaegerszeg, 1917. október 27. – Budapest, 1944. december 25.) magyar újságíró, antifasiszta ellenálló.

## Élete
Apja a Zalaegerszegen állomásozó 5. lovasdandár hivatásos századosa volt. A Nemzeti Hadsereg megalakulása után Pestre költöztek, ott fejezte be iskolai tanulmányait, s banktisztviselő lett. Az 1940-es évek elején megnyerte a Pesti Hírlap újságírói pályázatát és ettől kezdve a lap belső munkatársa lett. Ezenkívül dolgozott a Képes Vasárnap, a Mozi Újság és a Nemzeti Sport című lapoknak is, úszás és ökölvívás témákban. Népfrontos álláspontot képviselt, szoros kapcsolatban állt Bajcsy-Zsilinszky Endrével és Szakasits Györggyel.
1942-ben vonult be katonai szolgálatra. Országos gyorsíróbajnokként, a hadapródiskola elvégzése után mint karpaszományos őrmestert a Vezérkar 3. osztályára osztották be. Szolgálata során többször előléptették; halálakor főhadnagy volt. Szolgálati helyén hozzáférése volt kitöltetlen hivatalos igazolvány-űrlapokhoz, bélyegzőkhöz és pecsétekhez, amelyeket a vészkorszakban zsidók mentéséhez használt.
1944. november második felében szervezte meg baloldali újságírókból a Magyar Szabadság Mozgalmat, melynek IV. biztonsági főcsoportját vezette. 
Szakasitscsal együtt szervezte meg a Klotild-csoportot, amelynek feladata a Légrády-nyomda megmentése volt. (A nyomda a Klotild u. 21. alatt, a csoport által használt lakás a szemközti Klotild u. 22-es számú házban volt.) A fegyveres ellenállócsoport tagjai szökött zsidó munkaszolgálatosok és nemzsidó katonaszökevények voltak. Stollár élelmet, fegyvereket és hamis papírokat szerzett bajtársainak. A csoportot a nyilasok  felfedezték, és tagjait a Klotild utcai házban 1944. december 25-én megkísérelték letartóztatni. A kibontakozó tűzharcban a Klotild-csoport 23 tagja életét vesztette, köztük Stollár Béla is.

## Zsidómentő tevékenysége
Stollár Béla az 1930-as évektől baráti kapcsolatban állt a zsidó Deák családdal. A családfőt, Deák Istvánt, az ország 1944. márciusi német megszállása után Kistarcsára internálták, de október 15-én, az 1944-es kiugrási kísérlet körüli zűrzavarban szabadon engedték. Deákot ezután Stollár bújtatta Ráday utcai lakásán. Korábban Deák lánya, Éva vidékre menekült, ahol a Stollártól kapott hamis papíroknak köszönhetően nevelőnőként tudta átvészelni a holokausztot. Deák fia, ifjabb Deák István az érettségi után 1944 júniusában munkaszolgálatra került Erdélybe. Stollár pénzzel és élelemmel támogatta, és amikor megszökött a munkaszolgálatból, őt is bújtatta. Unokatestvérük, Deák Péter a Stollártól kapott hamis papírokkal tudott megszökni a munkaszolgálatból. Stollár Deák Éva és ifj. Deák István nagyanyját is megpróbálta megmenteni egy hamisított bírósági végzés segítségével, amikor az idős nőt 1944 novemberében gyalogmenetben Ausztria felé vitték kényszermunkára, de nem járt sikerrel.

## Emlékezete
Az egykori Klotild utca Budapest V. kerületében ma Stollár Béla nevét viseli. A Jad Vasem 2003. március 5-én a Világ Igaza kitüntetésben részesítette elismerésül több magyar zsidó megmentéséért.

## További irodalom
- Stollár Béla története a Jad Vasem honlapján
- Adatlapja a Jad Vasem nyilvántartásában